# 双线蛞蝓
双线蛞蝓（学名：Meghimatium bilineatum），是柄眼目黏液蛞蝓科Meghimatium的一种。主要分布于韩国、台湾，常栖息在潮湿落叶。